# Фарнак I
Фарнак I (*д/н —†159 до н. е.) — 5-й цар Понту, син і наступник Мітрідата ІІІ. Відомий перенесенням столиці своєї держави в Синоп, а також започаткуванням політики добросусідських відносин з вільними грецькими полісами.

## Походження
За основною версією Фарнак І був сином Мітрідата ІІІ, незважаючи на те, що існування останнього деякі дослідники ставлять під сумнів. На підтвердження основної версії наводяться факти ідентичності монограм на монетах Фарнака і Мітридата, а також наявність вирубаних в скелі поблизу древньої столиці Понту Амасії п'яти гробниць, остання з яких є недобудованою, ймовірно, через перенесення Фарнаком столиці в Синоп.
Родинні зв'язки Фарнака і Мітрідата III підтверджуються надзвичайно близькою схожістю їх портретних зображень на царських монетах, що може видавати сина і батька. Однак, розуміючи умовність портретної схожості, наводяться і інші аргументи на користь цього припущення. По-перше, згадка Помпея Трога (Юстина) про те, що Мітрідат VI Евпатор називав Мітрідата II своїм proavus — «прадід», «прапрадід», «предок». Враховуючи, що у Понтійському царстві влада передавалася, як правило, від батька до сина, а Фарнак був дідом Мітрідата VI, можна зробити висновок, що Мітрідат V Евергет, батько Евпатора, був онуком Мітрідата III, сином Фарнака I. Отже, Фарнак був сином Мітрідата III.
По-друге, відомо, що Фарнак I і Мітридат IV були рідними братами Лаодики, яка була дружиною Мітрідата IV Филопатора Філадельфа, свого брата. На їхній спільній монеті, випущеній в 50-х роках II століття до н.е., цариці не більше тридцяти років. Отже, Лаодика ніяк не могла бути дочкою Мітридата ІІ, який помер приблизно в останній чверті III століття до н. е.. Вона могла бути тільки дочкою Мітридата III, а це означає, що і її брат Фарнак I також був сином останнього.

## Зовнішньополітична діяльність

### Віфіно-Пергамська війна
Час вступу Фарнака І на престол невідомий, однак дослідники вважають, що це сталося приблизно 185 року до н. е.. Вже на наступний рік Фарнак І бере участь у віфіно-пергамській війні 186—183 років до н. е. на стороні Прусія І. В цій війні союз Понту і Віфінії можна пояснити тим, що Віфінія була в поганих відносинах з Пергамом, який, з волі римлян, володів Великою Фригією, а Прусій I захопив Малу Фригію, тому понтійський цар, не змирився з втратою володінь своїх предків у Фригії. Йому було вигідно в подібній ситуації вступити в дружбу і союз з Віфінським правителем, який прагнув відібрати у Атталідів більшу частину їхніх володінь. Тільки таким шляхом можна було зберегти надію на завоювання всіх фригійських земель.
Однак незабаром союз Віфінії і Понту розпався, оскільки всі території, на які претендували його предки і він сам, опинилися в руках супротивників. А Каппадокія, родова вотчина, на яку, згідно з розрахунками Мітридаттидів, в першу чергу повинна була поширюватися їх гегемонія як законних і єдиних спадкоємців слави роду Отана і Дарія I Гістаспа, взагалі опинилася в союзі з ворогами Понту і мала зухвалість загрожувати стабільності їхньої держави.

### Війна183—179 років до н.е.

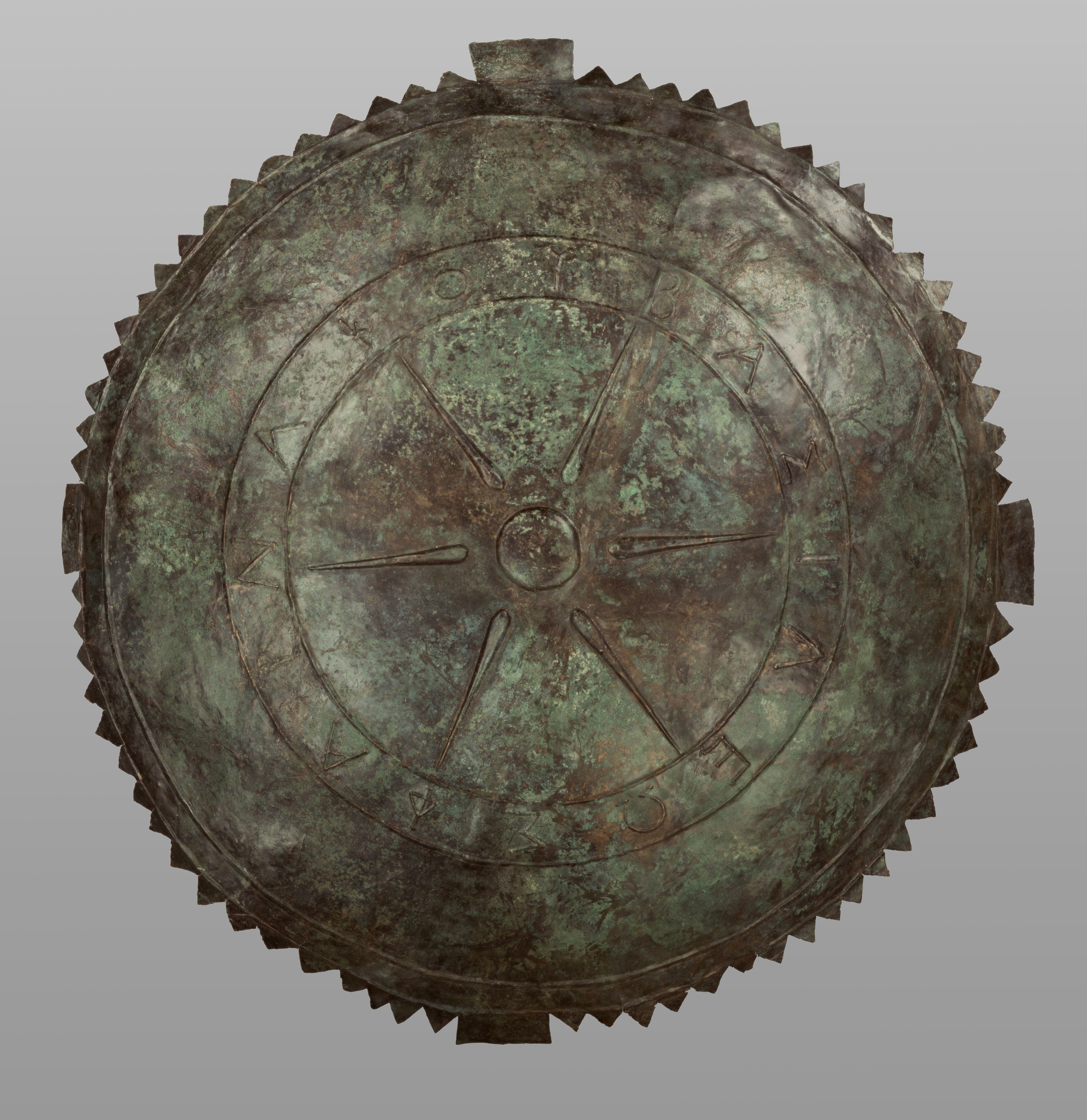
Щит «В ім'я Фарнака»

Причини війни 183—179 до н. е. між Понтом і коаліцією Пергаму, Каппадокії і Віфінії полягали у прагненні Фарнака не допустити розширення володінь Пергаму і Віфінії за рахунок земель, які, як він вважав, по праву мали належати Понту. Мова йде, в першу чергу, про території на заході — Фригію і Галатію, а на східних кордонах анексія земель розглядалася як справа другорядна, до якої збиралися приступити після зміцнення позицій на заході.
У перший рік війни Фарнаку вдалося підкорити Синоп, що викликало незадоволення Родосу, який з цього приводу відправив посольство у Рим. Римський сенат відправив спеціальну комісію із врегулювання даного питання, яка визнала побоювання Родосу не надто вмотивованими, тим самим затвердивши за Понтом право на Синоп.
На наступний рік (182/181 рік до н. е.) в Рим знову прибули посли від Евмена, Фарнака і Аріарата IV Евсебія, союзника Пергаму. Питання про Синоп уже не стояло на порядку денному. З опису Полібієм ходу переговорів Риму з послами воюючих сторін складається враження, що дії Риму були спрямовані на затягування війни, а Фарнак намагався цим скористатися. Це проявилося, зокрема, у захопленні ним на другому році війни невеликого містечка Тія, розташованого на узбережжі Чорного моря.

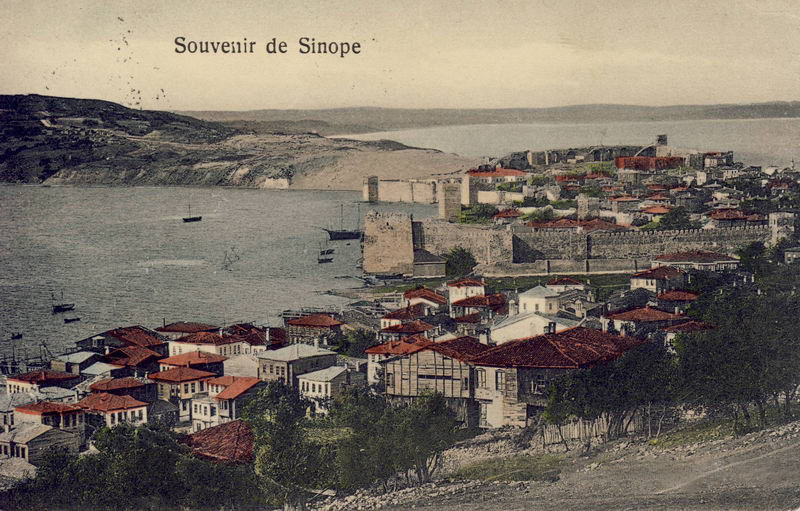
Давній Синоп

Через два роки після початку війни було укладено перемир'я, одним з головних умов якого був відведення військ. З боку Пергаму перемир'я уклав Аттал II, брат Евмена II, який захворів і не міг керувати військами. Фарнак, відчуваючи зацікавленість римлян в ослабленні Пергаму і їх прагнення затягнути конфлікт, пішов на перепочинок з метою консолідації сил для вирішального наступу. Ще до закінчення зими він послав військо на чолі з Леокрітом до Галатії, а сам вирішив вторгнутися в Каппадокію. Ця воєнна кампанія не принесла понтійському правителю успіху і він, зазнавши невдачі, змушений був у 179 до н. е. підписати Апамейський мирний договір. Відповідно до цього договору Фарнак І зобов'язувався не відвідувати Галатію під будь-яким приводом, а всі попередні договори з галатами признати недійсними. Він повинен був повернути Пафлагонію разом з виселеним звідти жителями, а також захоплену частину Каппадокії, виплатити противникам 900 талантів контрибуції і ще 300 талантів Евмену ІІ на покриття військових витрат. Крім того, Фарнак змушений був повернути заручників і передати Евмену II місто Тій, який пергамський цар повернув Прусію II.

### Діяльність після Апамейського миру
Після війни 183—179 до н. е. Фарнак від жорсткої політики перейшов до дружніх зв'язків з грецькими містами. Це стало наслідком перенесення столиці в Синоп, який мав значні контакти з еллінськими полісами Причорномор'я та Східного Середземномор'я, а також поразки Фарнака у війні. За допомогою міст цар розраховував відновити свій престиж, підірвану війною економіку і торгівлю. Важливо й те, що в зазначений час грецькі поліси мали добрі відносини з Римом — вирішальною силою у всіх малоазійських справах.
У 160/159 до н. е. Фарнак I одружився з Нісою — сестрою або племінницею Антіоха IV, дочкою Антіоха, сина Антіоха III Великого, одруженого зі своєю сестрою Лаодикою. Справжні причини цього шлюбу криються в прагненні Фарнака вийти з політичної ізоляції шляхом зміцнення традиційних зв'язків із Селевкідами. Останні ж намагалися продемонструвати свою лояльність Риму, бо Фарнак в цей час виступав уже в ролі римського союзника.
Дата смерті Фарнака I обчислюється лише приблизно. Він помер між 160/159 роками до н. е., коли був прийнятий декрет афінян на його честь, і 156/155 роками до н. е., коли у війні між Пергамом і Віфінії взяв участь як цар Понту його брат Мітридат IV Філопатор Філадельф.

## Внутрішньополітична діяльність
Під час правління Фарнака І позиції царської влади в державі посилилися, почалося створення системи укріплених військово-господарських поселень на царських землях, про що побічно свідчить переселення жителів Пафлагонії у внутрішні райони Понту. Часом правління Фарнака датується напис із Амасії, де вперше згадується фрурарх — командир гарнізону в царській столиці. Фрурархи стояли на чолі царських воєнних гарнізонів в столицях воєнно-адміністративних округів Понтійського царства.
Відомо, що за часів правління Фарнака І в околицях Кабіри було побудовано святилище місячного бога Мена, де царі давали традиційну клятву: «Клянуся щастям царя і Меном Фарнака».
За Фарнака в обіг були випущені срібні тетрадрахми аттичної ваги і драхми з портретом царя Фарнака в діадемі.